# Reinhard Kekulé von Stradonitz
Reinhard Kekulé von Stradonitz (cognome alla nascita Kekulé, chiamato Kekulé von Stradonitz solo dopo il 1889) (Darmstadt, 6 marzo 1839 – Berlino, 23 marzo 1911) è stato un archeologo tedesco. 
È stato definito il fondatore della moderna iconologia (Langlotz). Fu direttore della collezione di sculture e vasi antichi al Museo di Berlino dal 1889, e fu anche direttore dell'antiquariato dello stesso museo dal 1896. Kekulé era il nipote del chimico organico August Kekulé.

## Biografia
Nato a Darmstadt, Kekulé studiò alle università di Erlangen con Karl Friederichs, e a Berlino con Eduard Gerhard, Johann Gustav Droysen e August Böckh. Il suo soggiorno a Roma con Enrico Brunn ebbe grande influenza sui suoi scritti successivi; nel 1870 successe a Otto Jahn, che era morto prematuramente, all'Università di Bonn.
Nel 1889 l'imperatore Guglielmo II di Germania richiese personalmente a Kekulé di essere il direttore delle collezioni di antichità a Berlino; l'anno seguente successe a Carl Robert all'università a Berlino che, carica che mantenne insieme a quella di direttore. Fu allora che l'imperatore permise l'attribuzione del titolo "von Stradonitz". Kekulé aumentò in maniera sostanziale le dimensioni delle collezioni imperiali con una combinazione di acquisti e commissionando scavi, assistito in questi ultimi da Theodor Wiegand. Kekulé fu un importante conferenziere, anche se i suoi scritti sono venati di quelli che oggi appaiono come commenti superficiali. Tra i suoi studenti vi furono Hermann Ulmann e Ulrich von Wilamowitz-Moellendorff.
Evitò la "filologia monumentale" e la classificazione di Jahn per una metodologia più vicina a Brunn, mescolata con una sensibilità estetica simile a Johann Joachim Winckelmann. La sua capacità di intenditore, più di quella di Winckelmann, era radicata nell'erudizione.